# Bogucice (Wieliczka)
Bogucice – osiedle w północnej części Wieliczki. Do roku 1954 wieś Bogucice.
Miejscowość została wzmiankowan po raz pierwszy w 1388 jako Bogucicz. W 1420 przeniesion do prawa magdeburskiego. W 1490 roku należała do parafii w Bieżanowie.
W 2012 roku otworzono tu przystanek kolejowy Wieliczka Bogucice.